# Lázeňský dům v Bohdanči
Lázeňský dům v Bohdanči zvaný také Gočárův lázeňský pavilon, Gočárův lázeňský dům či jen pavilon Gočár, je kubistický lázeňský dům v městečku Lázně Bohdaneč v Pardubickém okrese. Od 29. prosince 1983 je chráněn jako kulturní památka.

## Historie
Kubistický lázeňský dům je majestátní budova v Lázních Bohdaneč. Výstavbu realizoval v letech 1912–1913 pražský stavitel Josef Novotný podle projektu architekta Josefa Gočára. Je největší stavbou, které Josef Gočár pro město vyprojektoval. Slavnostní otevření budovy se uskutečnilo 1. května 1913. Jednotný architektonický styl budovy byl narušen přístavbou druhého mansardového patra podle návrhu Antonína Hilseho v roce 1926. V roce 1929 byl postaven bazén, který zdobí socha Venuše od sochaře Josefa Jiříkovského.
Přízemí stavby s předsunutou krytou kolonádou slouží k léčbě rašelinou, první a druhé patro je určeno k ubytování lázeňských hostů.

## Lázeňský dům na pamětní minci

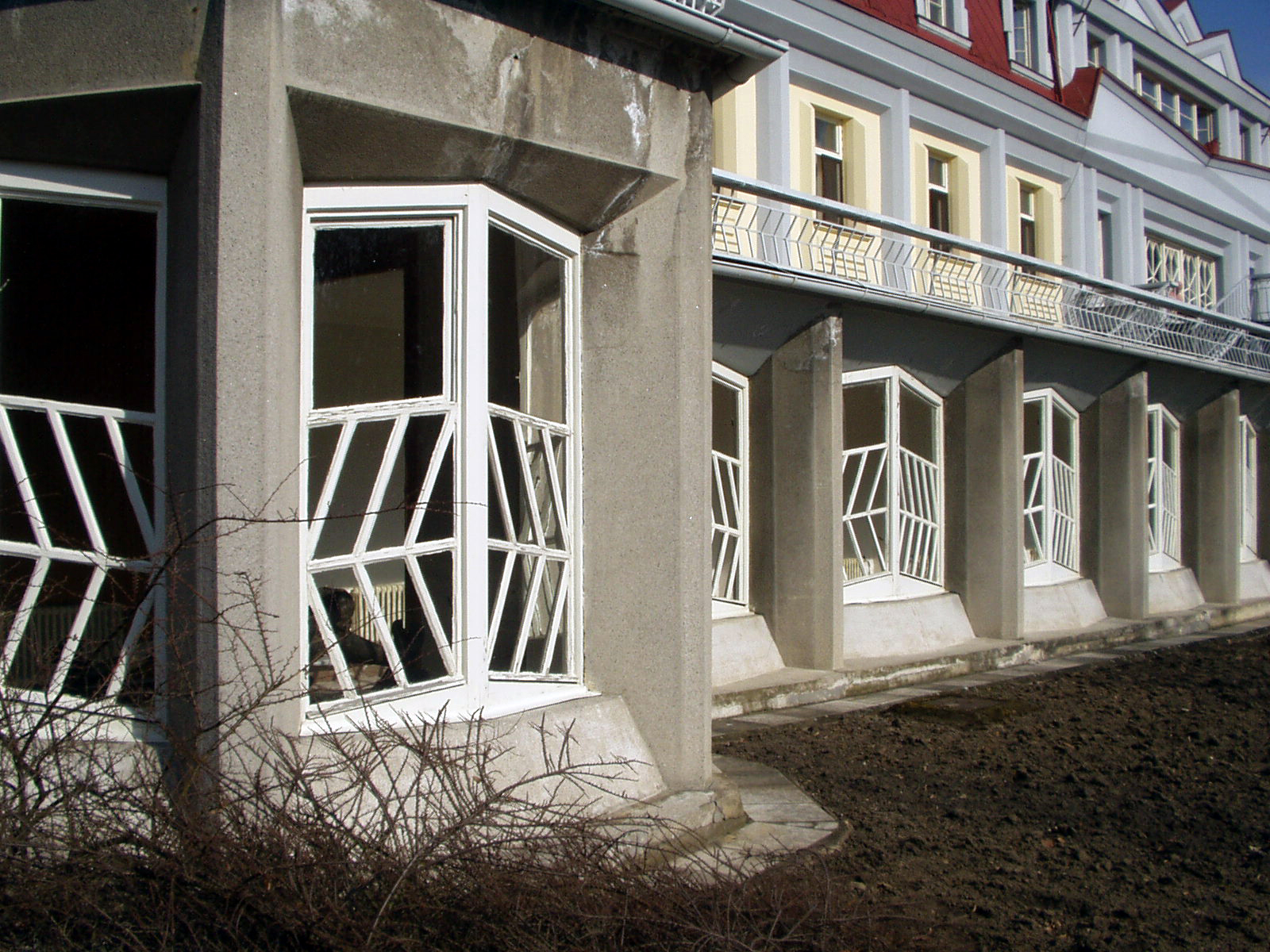
Detail kryté kolonády v přízemí

Česká národní banka vydala v letech 2001–2005 cyklus deseti zlatých mincí pojmenovaný Deset století architektury. Devátá zlatá mince, vydaná v roce 2005, byla věnována období kubismu a objevil se na ní právě Gočárův lázeňský dům v Lázních Bohdanči. Autorem výtvarného návrhu mince je akademický sochař Jiří Věneček.